# شارلوت كاردين
شارلوت كاردين هي عارضة ومغنية كندية، ولدت في 9 نوفمبر 1994 في مونتريال في كندا.

## وصلات خارجية
- الموقع الرسمي
- شارلوت كاردين على موقع IMDb (الإنجليزية)
- شارلوت كاردين على موقع ميوزك برينز (الإنجليزية)
- شارلوت كاردين على موقع أول ميوزيك (الإنجليزية)
- شارلوت كاردين على موقع ديسكوغز (الإنجليزية)
- شارلوت كاردين على موقع قاعدة بيانات الفيلم (الإنجليزية)